# Clubul Sportiv Rapid București (pallavolo maschile)
Il Clubul Sportiv Rapid București è una società pallavolistica maschile rumena con sede a Bucarest: milita nel campionato di Divizia A1.

## Palmarès
- Campionato rumeno: 11

1948-49, 1949-50, 1954-55, 1955-56, 1958-59, 1959-60, 1960-61, 1961-62, 1962-63, 1964-65,
1965-66
- Coppa di Romania: 1

2023-24
- Supercoppa rumena: 1

2024
- Coppa dei Campioni: 3

1960-61, 1962-63, 1964-65

## Denominazioni precedenti
- 1923-1936: CFR
- 1936-1946: Rapid Bucarest
- 1946-1949: CFR
- 1949-1958: Locomotiva Bucarest